# Nicolina Maria Christina Sloot

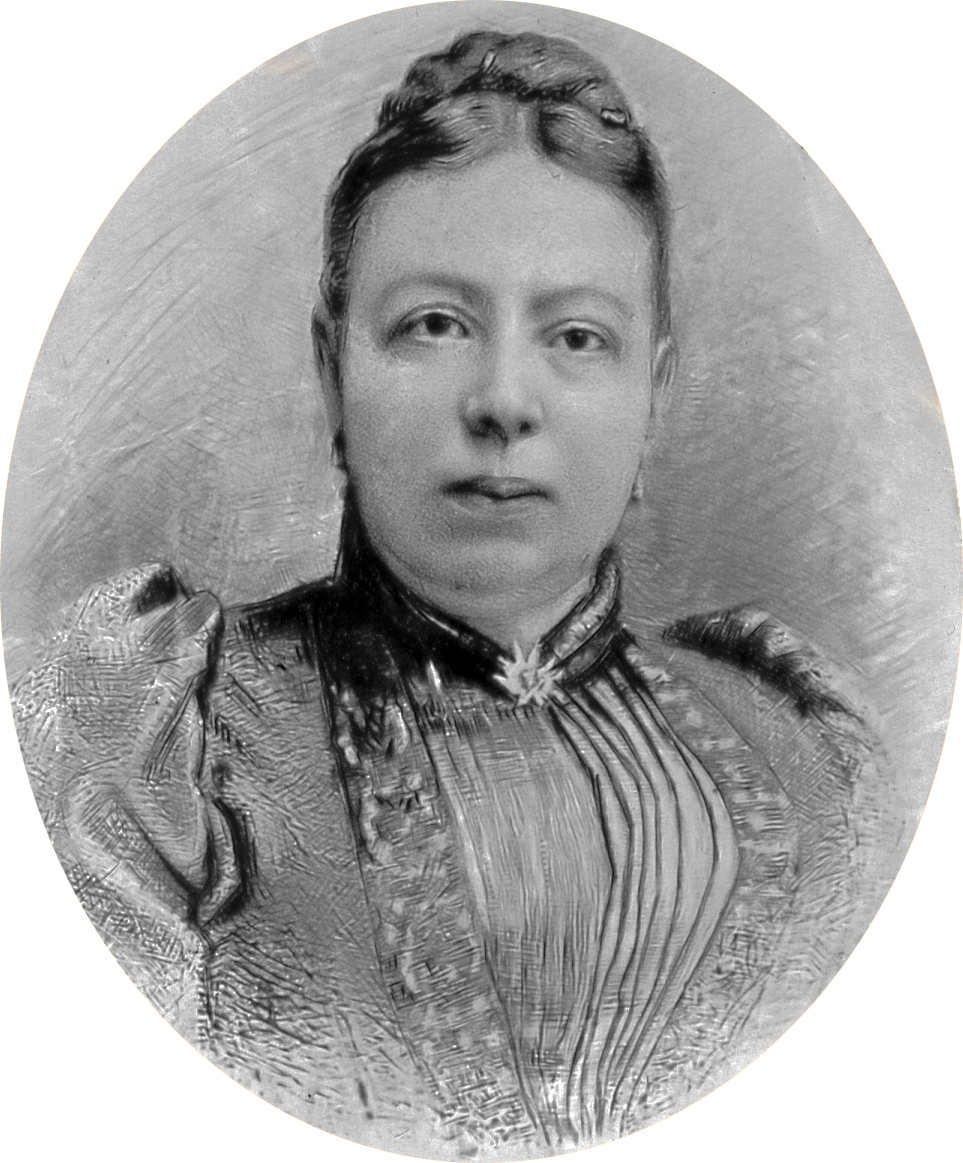
Melati van Java (1853–1927)

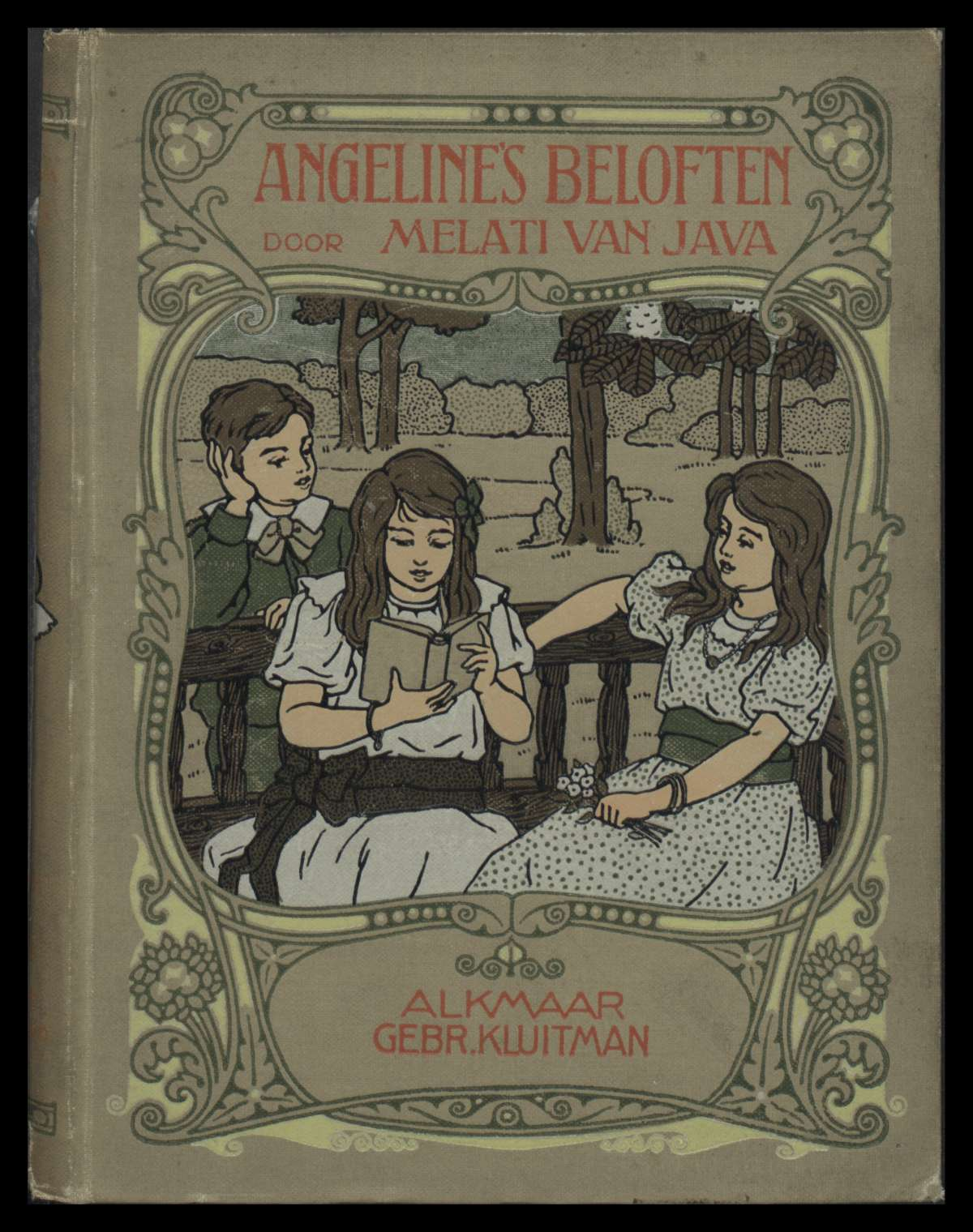
Angeline's beloften

 Nicolina Maria Christina Sloot  (geb. 13. Januar 1853 in Semarang auf der Insel Java, Niederländisch-Indien; gest. 1927 in Noordwijk aan Zee) war eine niederländische Schriftstellerin, die meist unter dem Pseudonym Melati van Java bekannt ist. 

## Leben
Maria Sloot wurde am 13. Januar 1853 in Semarang auf der Insel Java geboren. Sie lebte später in Amsterdam. Unter den Pseudonymen Mathilde,  Melati van Java und Max van Ravestein ist sie Verfasserin zahlreicher Romane, die teilweise auch ins Deutsche übersetzt wurden (Melati von Java, ausgewählte Romane und Novellen). 
Sie ist auch Verfasserin „historisch-romantischer“ Skizzen aus der Geschichte Javas („historisch romantische schets uit de geschiedenis van Java“), wie Soerapati (über den Guerillaführer) und Van slaaf tot vorst (ebenfalls über den gegen die Niederländische Ostindien-Kompanie kämpfenden Helden Untung Surapati (1660–1706)), der die Unterwerfung des Reiches Mataram behandelt. 
Historisch-poetische Reiseerinnerungen an Schottland erschienen unter dem Titel Het land van Walter Scott (1887). Gesammelt erschienen ihre Romane als Romantische werken in zwölf Bänden (Schiedam 1900–1902).
Sie starb 1927 in Noordwijk aan Zee.

## Werke (Auswahl)
- De jonkvrouwe van Groenenrode, 1874
- De familie van den resident, 1875
- De gesluierde schilderij, 1883
- Hermelijn, 1885
- Soerapati, 1887
- Van slaaf tot vorst, 1888
- Verdwenen, 1889
- Prada, 1894
- Het land van Walter Scott, 1887 (Reiseerinnerungen)
- Romantische werken, 12 Bände (Schiedam 1900–1902).

### Übersetzungen
- Heimgekehrt (= Melati von Java, ausgewählte Romane und Novellen, Band 13). J. Habbel Verlag, Regensburg, o. J. um 1910.
- Miliane. Roman. Aus dem Holländischen von L. v. Heemstede. (Roman- und Novellen-Schatz, Jg. 1, Nr. 15, 1899 161 S.)